# 안정공주
안정공주(安定公主)는 당나라 황제 고종과 측천무후의 4남 2녀 중 장녀로 태어난 인물이다.
그러나 태어난 지 얼마 안 되어 갑작스레 사망하게 되었다. 이는 많이 알려진 안정공주의 사인(死因)인 친어머니 측천무후에 의해 살해당했다는 설이 있었다. 654년 당시 고종의 후궁이었던 측천무후가 갓 태어난 친딸인 안정공주를 살해하고, 마침 안정공주를 보러 무 소의의 처소를 방문했던 고종의 황후 왕씨가 범인으로 지목되었다. 그 사건으로 왕 황후와 숙비 소씨가 황후와 후궁의 자리에서 폐위되어 감옥에 갇히게 되었고, 무 소의는 그 사건 이후 마침내 황후의 자리까지 오르게 된다.

## 같이 보기
- 황후